# 蜀锦
蜀锦是中国传统工艺美术丝织品，指四川省成都市所出产的彩锦。

## 歷史
朱启矜《絲繡筆記》:“盖春秋末时蜀未通中国，郑、卫、齐、鲁无不产锦。”又云：“自蜀通中原而织事西渐，魏晋以来蜀锦勃兴，几欲夺襄邑之席，于是襄邑乃一变而营织成，遂使锦绫专为蜀有。”不過後有學者研究表示早在三星堆文化時期蜀地就已有絲綢生產，並遠銷古印度、中亞、西亞以至地中海地區。
西汉时蜀锦品种花色甚多，用途很广，行销全国；《太平御览》引《诸葛亮集》：“今民贫国虚，决敌之资唯仰锦耳。”费著《蜀锦谱》详细列出宋元蜀锦名目，并说南宋为了用蜀锦购买军马而严禁私自贩卖，可见蜀锦对于蜀汉、南宋等时代经济曾起重大作用。
起源于战国时期，距今已有2000余年的历史的蜀锦，因其历史悠久、工艺独特，再加上蜀繡亦是精美萬分，使得蜀锦有中国三大名锦之首的美誉。因为汉朝时成都蜀锦织造业便已经十分发达，朝廷在成都设有专管织锦的官员，因此成都被称为“锦官城”，简称“锦城”；而环绕成都的锦江，也因有众多民众在其中洗濯蜀锦而得名。十样锦是蜀锦的主要品种之一。
南北朝隋唐時期伴隨大量粟特人入蜀為蜀錦引入諸多中亞、波斯、西域紋樣。比如定居郫縣的粟特人何稠「知金帛」，即通曉織造。他在蜀地開設的絲綢作坊生產大量「西式風格」蜀錦。

## 現狀
现代蜀锦用染色熟丝织造，质地坚韧，色彩鲜艳；传统构图大体分雨丝锦、方锦、条花锦、散花锦、浣花锦、民族缎六种。
2006年5月20日，蜀锦织造技艺经国务院批准列入第一批国家级非物质文化遗产名录。2007年6月5日，经国家文化部确定，四川省成都市的叶永洲、刘晨曦为该文化遗产项目代表性传承人，并被列入第一批国家级非物质文化遗产项目226名代表性传承人名单。
2012年於成都發現的老官山汉墓屬於西汉时期的墓葬，在考古挖掘的過程中，於2013年發現了四具木製蜀锦织机模型，被認為是目前已知最早的提花织机。隨後為国家文物局選入指南针计划，成立專案項目「汉代提花技术复原研究与展示」進行研究。2016年由新疆考古研究所和中國絲綢博物館聯合申報了五星錦的複製，並於2018年複製成功。
蜀锦是中国地理标志产品，范围为四川省成都市青羊区、金牛区、双流县等3个区县现辖行政区域。

## 圖集

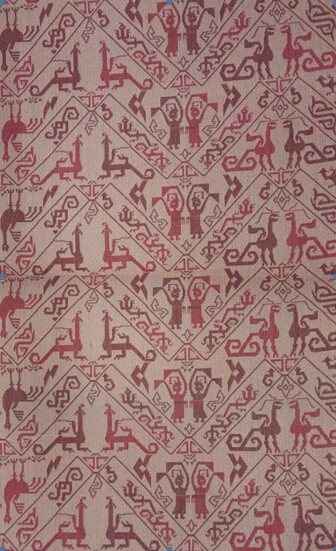
古蜀末期-戰國時代紋樣（公元前475–221）
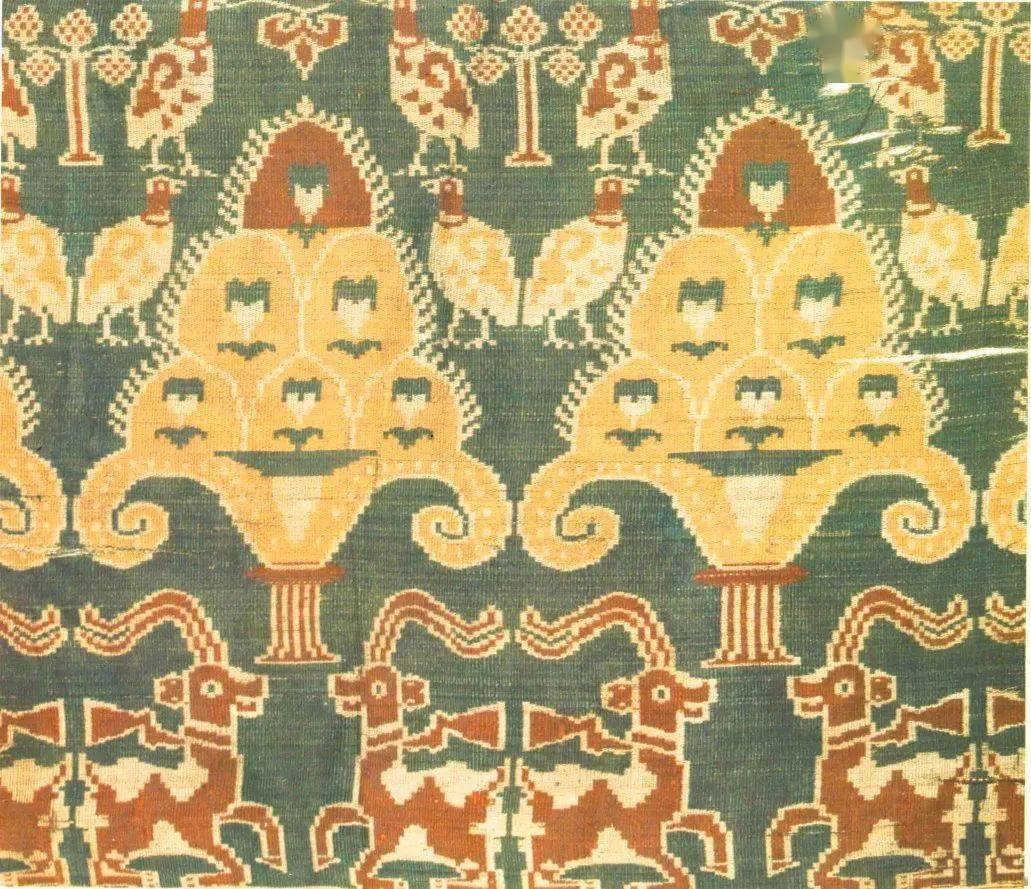
南北朝紋樣（5–6世紀）
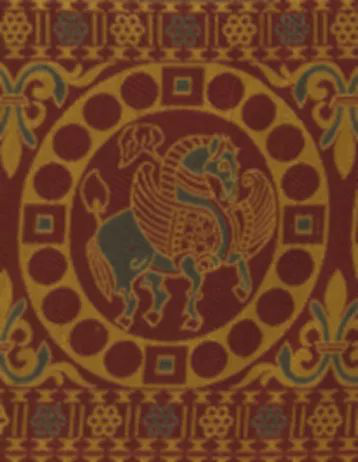
希臘化風格聯珠飛馬紋樣（7–10世紀）
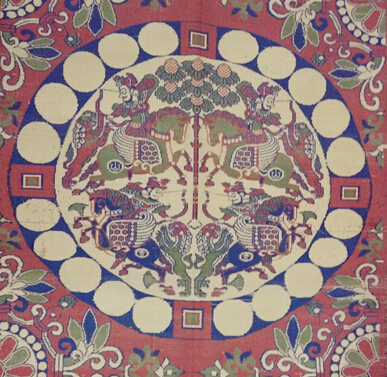
薩珊波斯-粟特風格聯珠四天王狩獵紋樣（7–10世紀）
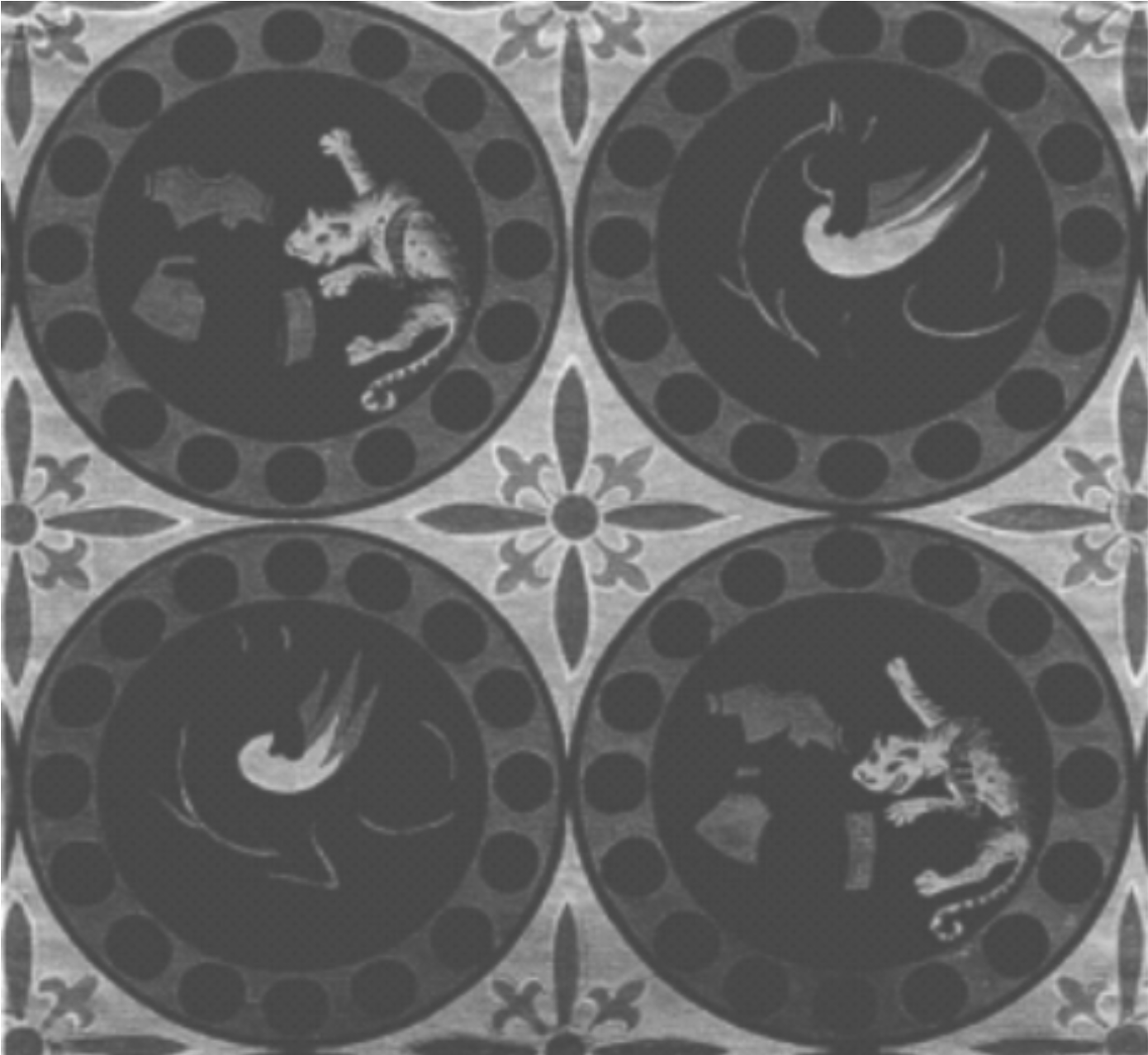
薩珊波斯-粟特風格聯珠天馬狩獵紋樣（7–10世紀）
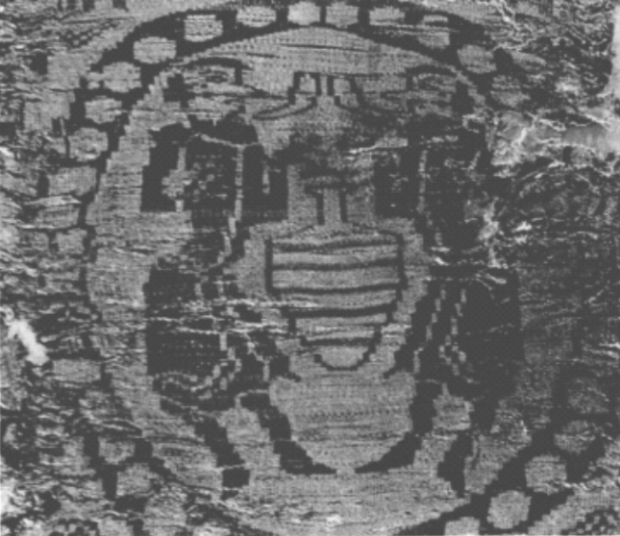
粟特風格聯珠拂菻人對飲紋樣（7–10世紀）
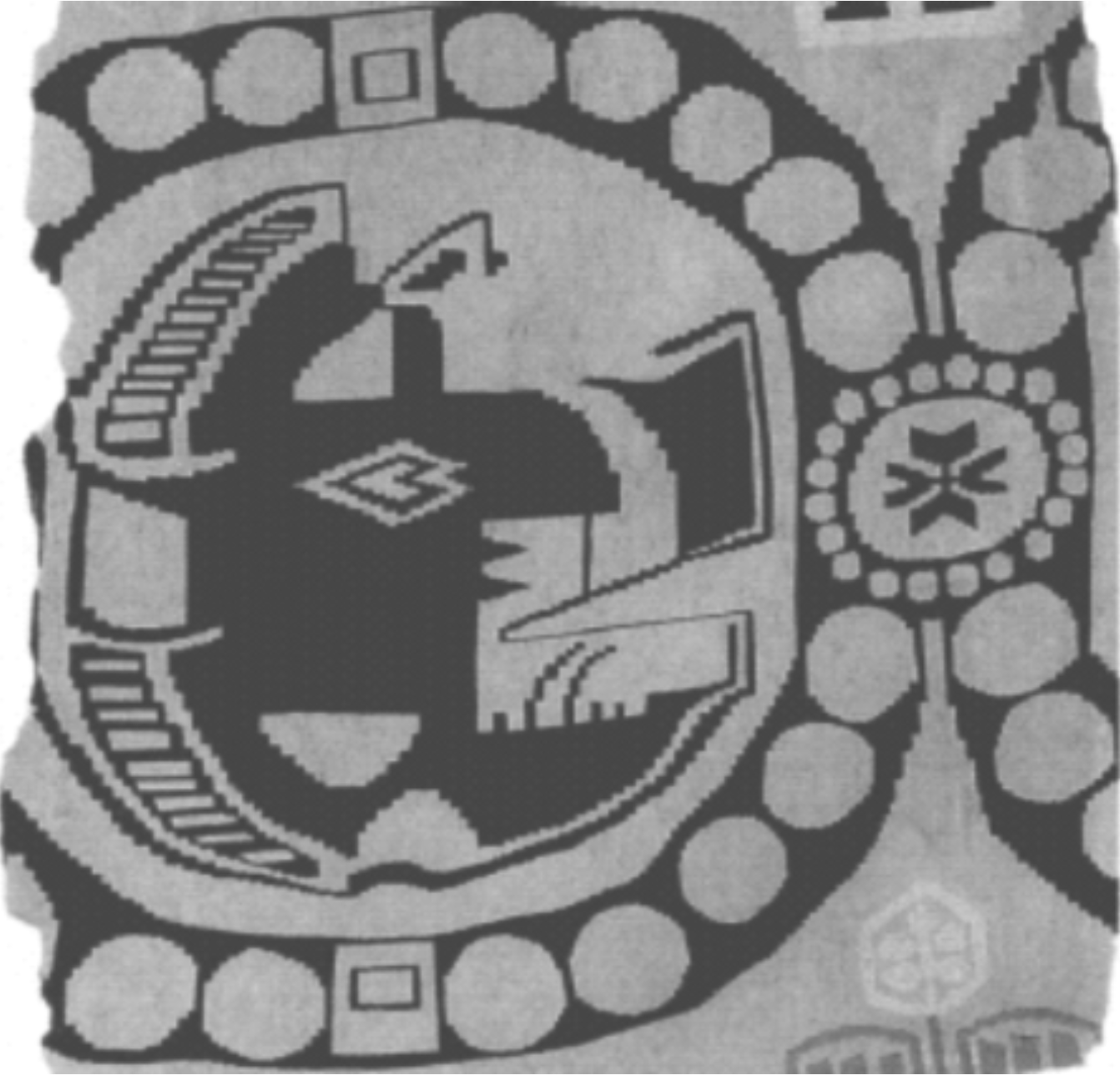
粟特風格聯珠野豬頭紋樣（7–10世紀）
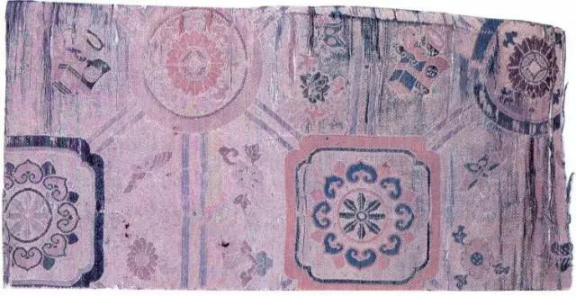
宋朝紋樣（10–13世紀）
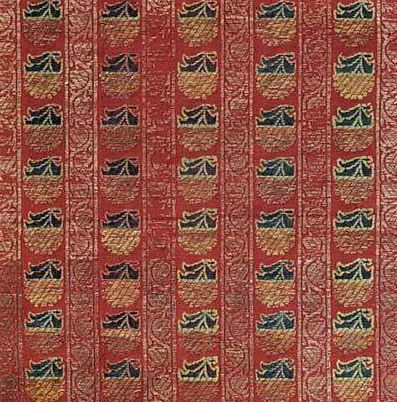
元朝紋樣（13–14世紀）
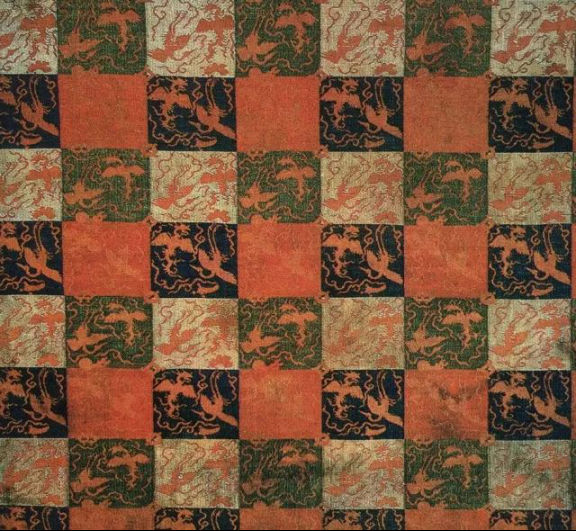
清末紋樣（19世紀末）

## 參看
- 蜀綉
- 巴蜀文化